# 池間昌人
池間 昌人（いけま まさと、1988年8月15日 - ）は、NHKのアナウンサー。

## 人物
沖縄県糸満市出身。沖縄県立糸満高等学校、成蹊大学法学部政治学科卒業後、2012年入局。　
大学在学中にはテレビ朝日アスクに通っていた。また、学生キャスターとして系列局BS朝日の番組に出演したこともあった。スイス人の母親と日本人の父親を持つ。

## 現在の担当番組
- ハートネットTV（リポーター：2023年4月 - ）
- ダークサイドミステリー（司会：2024年4月 - ）
- ニュース645（キャスター：日曜不定期）
- キャッチ!世界のトップニュース (キャスター：2025年3月31日 - ）[5]
  - 川口由梨香と隔週交代
- 国会中継（随時）

## 過去の担当番組
学生時代（NHK入局前）
- News Access 学生キャスター（BS朝日）

新潟放送局時代（2012年度 - 2015年度）
- 新潟県のニュース・中継・リポート

青森放送局時代（2016年度 - 2018年度）
- あっぷるワイド（キャスター）
- 青森県のニュース・中継・リポート
- 旬感☆ゴトーチ!「名物市場で旬ざんまい〜青森　八戸市〜」（2019年3月25日）

沖縄放送局時代（2019年度 - 2022年度）
- きんくる 〜沖縄金曜クルーズ〜（キャスター）
- ひとモノガタリ「曖昧な境界を生きて～＂ハーフ″から見た日本のカタチ～」（2019年8月12日）
- おはよう九州沖縄（佐々木理恵のキャスター代行：2019年8月19日 - 23日） - 福岡局より
- おきなわHOTeye（キャスター：2020年3月30日 - 2023年3月）[6]
- ニュースウオッチ9 代理フィールドリポーター（2022年8月22日 - 26日）
- はっけんラジオ
  - はっけんラジオスペシャル「九州沖縄LGBTQ最新事情～若者たちと考える夕べ～」（2022年12月4日） - リポーター（沖縄発）

東京アナウンス室時代（2023年度 - ）
- お好み845（2023年8月4日。広島放送局への応援）
- パリパラリンピック 開会式（2024年8月29日）
- あさイチ（リポーター：2023年4月26日 - 2025年3月19日）